# آلة ذات دوارات

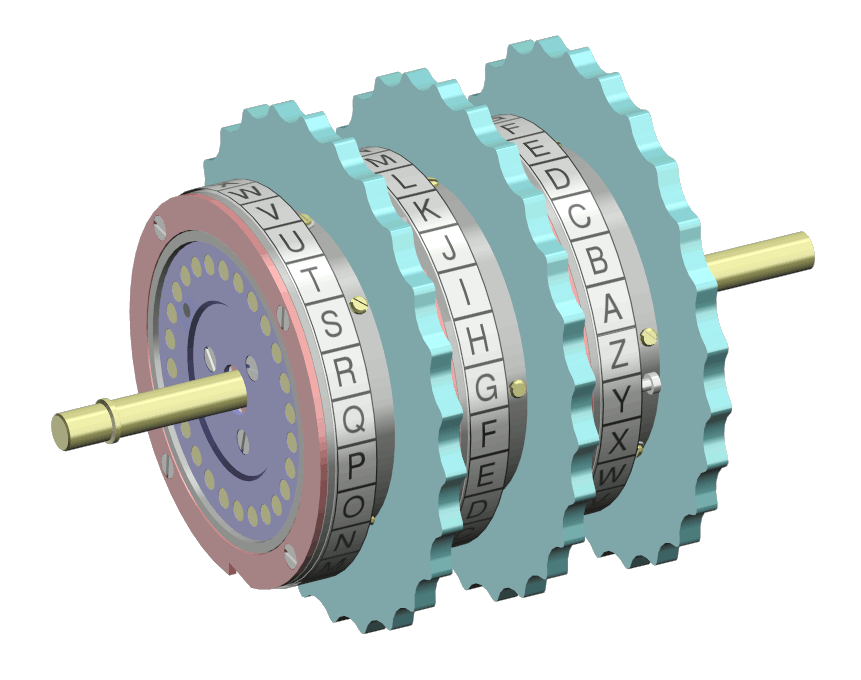
مجموعة من ثلاث دوارات في آلة إنجما استخدمت من قبل الألمان في الحرب العالمية الثانية.

في علم التعمية، يطلق اسم الآلة ذات الدوَّارات على الآلة الكهرميكانيكية التي تستخدم في تعمية الرسائل السرية وفك تعميتها. كان هذه الآلات هي إحدى طرق التعمية القياسية في التعمية لفترة من الزمن، وانتشر استخدامها بشكل واسع في الفترة بين ثلاثينات إلى خمسينات القرن العشرين، وتعد آلة إنيجما من أشهر الأمثلة على هذه الآلات.
المكون الأساسي لهذه الآلات هي الدوَّارات، كما تعرف باسم العجلات أو الأسطوانات وهي أقراص دوَّارة بمصفوفة من الوصلات الكهربائية على طرفيها. تُحدِّد التوصيلات الداخلية بين الطرفين ألفبائية التعمية بالإعاضة.